# بریتون چانس
بریتون چانس (انگلیسی: Britton Chance; ۲۴ ژوئیهٔ ۱۹۱۳ – ۱۶ نوامبر ۲۰۱۰) دانشمند در زمینه زیست‌فیزیک و زیست‌شیمی و همچین قایقران قایق بادبانی برنده مدال طلا المپیک ۱۹۵۲ اهل ایالات متحده آمریکا بود.
وی همچنین برندهٔ جوایزی همچون نشان ملی علوم، مدال فرانکلین، جایزه گاردینر، و کمک‌هزینه گوگنهایم شده‌است.